# ポチ (北海道犬)
ポチ（1910年（明治43年） - 1927年（昭和2年）12月4日）は、メスの北海道犬である。
虻田郡真狩村で郵便局長を務めていた村上 政太郎（むらかみ せいたろう）の愛犬で、政太郎と一緒に郵便配達に出かけていた。1918年（大正7年）1月、郵便配達の帰途で猛吹雪のために遭難した政太郎の遺体を守り続け、「忠犬」として広く知られた。その後札幌市の札幌報恩学園に引き取られて余生を過ごし、その死後に剥製となって逓信総合博物館に展示された。後にポチは故郷の真狩村に戻り、真狩村公民館で展示されている。ポチの生涯とエピソードは、作家の綾野まさるによって『郵便犬ポチの一生（『名犬ポチ物語』を増補改訂）』という童話になった。

## 生涯
真狩村は羊蹄山のふもとに位置し、札幌からおよそ60キロメートル南西に離れている。この村の開拓が始まったのは1895年（明治28年）のことで、香川県と徳島県から5戸18名がマッカリベツ原野に入植してきたことが発端となった。
真狩村に郵便局ができたのは、1907年（明治40年）のことであった。この郵便局では政太郎の実父が局長を務めていて、局員は政太郎を含めても8人のみの小規模なものだった。
ポチと政太郎との出会いは、1910年（明治43年）のことであった。郵便配達の途中、政太郎はトマト畑の脇に捨てられていた1匹の仔犬を見つけた。生後1月足らずの仔犬は、かなり衰弱していた。政太郎はその仔犬を自宅に連れ帰って飼うことにした。
仔犬はメスで、「ポチ」と名づけられた。最初のうちはいかにも弱々しかったポチは、政太郎夫婦と息子の正男の愛情を受けてすぐに元気を取り戻した。成長したポチは政太郎とともに郵便局に毎日「出勤」し、やがて一緒に郵便配達に出かけるようになった。郵便配達に勤しむ政太郎とポチの姿は、真狩村の人々にとってなじみ深いものとなっていた。
1917年（大正6年）の春、郵便局長を務めていた実父の引退に伴って、政太郎は局長の職を引き継いだ。ただし、一時は13人まで増えていた局員が「でんぷん景気」のために次々と転職して政太郎を含めても5人だけになっていたため、配達業務はそのまま継続して受け持っていた。息子の正男は中学校を卒業して札幌の郵便局で働くことになり、すでに村を出て行った後だった。これはいずれ、政太郎の後を継いで郵便局長になるための勉強の意味も兼ねていた。
1918年（大正7年）1月16日午後2時過ぎ、真狩郵便局は西紋別支局から発信された1通の電報を受信した。電報のあて先は、郵便局から約5キロメートルほど離れた村の山奥に位置する家であった。他の局員が配達で出払っていたため、政太郎はポチを伴って午後3時近くに郵便局を出立した。
雪のない時期であれば1時間半ほどの道のりは、積雪のために倍くらいの時間がかかった。目的の家には日が暮れたころに到着し、電報を届けることができた。政太郎はポチとともに、来た道をそのまま戻ることにした。
夜が更けるにつれて一度はやんでいた雪がまた降り始め、勢いを増してやがて吹雪に変わった。政太郎とポチは激しく降りつける雪と風の中、郵便局を目指して歩き続けた。郵便局まであと2キロメートルほどのところで政太郎は力尽き、雪の中に倒れた。
絶命した政太郎は、翌朝になって発見された。発見のきっかけとなったのは、ポチが政太郎の体を守るように覆いかぶさり、人が近づくと激しく吠えたてたことであった。
ポチの行動は真狩村の人々のみならず、北海道中に広く知れ渡って深い感動を呼んだ。政太郎の死から5日後、北海タイムスという新聞は次のような記事を載せている。
真狩郵便局長、村上政太郎氏が去る十六日午後三時頃、集配人不在のため、自ら愛犬を引き連れて一里余を離れた知来別まで配達に出かけ、帰局の途中、猛烈な吹雪に堪えず、ついに凍死されるものにて、死体発見の動機は氏がひきつれたる愛犬にて、吹雪をものともせず死体に上りて見張りをなし、人の近づくを見れば、狂気のごとく騒ぎたて人を近づけざるにより。村民は局長の死を悲しむとともに、この忠義なる犬に対し賛嘆の声盛んなり。
政太郎は真狩村内の真龍寺という寺院に埋葬され、墓碑には事故の経緯が記された。息子の正男が札幌から戻ってきて、父の後を継いで郵便局長となった。ポチが村上家の一員になったとき10歳だった正男は、18歳の青年に成長していた。ポチは正男と一緒に郵便配達に出かけることもあったが、かつての元気はなかったという。
1919年（大正8年）、正男のもとに1通の手紙が届いた。手紙の差出人は小池九一という人物だった。小池は札幌郡藻岩村大字山鼻村（現在の札幌市中央区南14条西16丁目）に「札幌報恩学園」という家庭的に恵まれない子供たちや社会からはみ出した子供たちの感化教育施設を前年に創設していた。小池からの手紙の内容は、「ポチをぜひ私どもの学園にゆずっていただきたい」という強い願いであった。小池にはポチを通して、子供たちのすさんだ心に思いやりを育みたいという思いがあった。正男が返事しあぐねていると、2週間ほどで小池からの手紙が再び届いた。正男は小池の願いに動かされ、母と相談した上でポチを札幌報恩学園に譲ることにした。
同年5月初め、ポチは札幌報恩学園に引き取られた。朝は始まりの鐘を鳴らし、夜は学園の見張りを務めて子供たちに親しまれ、愛される存在になった。当時のポチについて、小池の妻である寿美子は、学園が発行していた1922年（大正11年）1月付の新聞『報恩』に次のような記事を載せた。
ポチは7年半の月日を学園で過ごし、1927年（昭和2年）12月4日に17歳（人間に換算すると100歳）でその生涯を終えた。

## 死後
死後、ポチはその存在を何とかして残しておきたいと考えた小池の願いによって剥製となった。ポチの剥製は札幌報恩学園の教材室に安置され、庭の一角には石像が造られた。この石像は、ポチの話をラジオで聞いた札幌市の石材店の申し出によって造られたものであった。後に台風の被害を受けて石像は壊れたが、台座の部分のみは残った。
第二次世界大戦後、札幌報恩学園は知的障がい児の施設として新たな道を歩むことになった。1965年（昭和40年）の夏の終わり、真狩郵便局の局長を務めていた正男が学園を訪ねて、46年ぶりにポチとの再会を果たした。同年11月、ポチは学園を離れて逓信総合博物館で展示されることになった。これはポチの存在を知った逓信総合博物館からの申し入れを、学園が了承したことにより実現したものであった。
逓信総合博物館で展示されていたポチは、1987年（昭和62年）に故郷の真狩村へ戻ることになった。ポチの「帰還」は、その年の秋に修学旅行で博物館を訪れた北海道真狩高等学校の生徒たちが「ポチをふるさとへ」と意見をまとめ、村役場にも働きかけた結果であった。真狩村に戻ってきたポチは、最初のうち羊蹄ふるさと館で展示されていたが、後に真狩村公民館（真狩村字光4）へ移動した。
なお、壊れていたポチの像は「幌西ほうおん創設事業新築工事」に合わせて再度作られ、2018年（平成30年）11月30日に除幕式が行われた。この日は、札幌報恩会創立100周年の日でもあった。

## ポチを題材とした作品
作家の綾野まさるはポチにまつわるエピソードに題材を得た『名犬ポチ物語 吹雪にきえた郵便屋さん』という子供向けのドキュメンタリー童話を執筆し、1997年（平成9年）にハート出版から上梓した。
札幌報恩学園には作品を読んだかつての生徒や、以前学園に勤めていた人たちから、ポチについての手紙がたくさん届くようになった。当時学園の園長を務めていたのは、小池の孫にあたる女性だった。女性は（ポチに会ってみたい）と思い、札幌から3時間ほど離れた真狩村を訪ねてポチとの「対面」を果たした。女性は「思っていたより小さかったですが、なんともいえない愛らしい顔で（中略）ああ、ほんとうにポチはいたんだって、胸がじーんとなりました」とその感激を語っていた。
『名犬ポチ物語 吹雪にきえた郵便屋さん』は小池の生い立ちと学園創設までのいきさつや女性とポチとの「対面」などのエピソードを増補した上で、2002年（平成14年）に『郵便犬ポチの一生 吹雪にきえた郵便屋さん』と改題されて同じくハート出版から上梓された。綾野は2009年（平成17年）の『忘れられない名犬たち-6つの真実の物語』（ 近代文芸社）でも、ポチを題材に取り上げている。
綾野の著作に先立って、北海道真狩高等学校の生徒たちが「忠犬ポチ」の物語を『局長さんとポチ』という紙芝居に仕立てていた。ポチの「里帰り」を実現させたのは、実は彼らが紙芝居を作り上げたことに始まるものであった。『局長さんとポチ』は地域のおはなし会で使用され続け、子供たちに親しまれている。